# Wilhelm Hübsch (Politiker)
Wilhelm Hübsch (* 3. März 1848 in Wertheim; † 12. Januar 1928 in Karlsruhe) war ein deutscher Jurist und Politiker. Er war badischer Kultusminister (1915–1918).

## Leben
Als Sohn eines Rentamtmanns geboren, studierte Hübsch nach dem Besuch des Wertheimer Gymnasiums Rechtswissenschaften in Würzburg. Während seines Studiums wurde er 1866 Mitglied der Burschenschaft Germania zu Würzburg. Im Deutsch-Französischen Krieg 1870/71 war er Kriegsfreiwilliger. Nach seinen Examen 1871 und 1874 wurde er Sekretär im gerade neu gegründeten badischen Handelsministerium. 1878 wurde er Regierungsrat bei der Oberdirektion für Wasser- und Straßenbau in Karlsruhe. Ab 1883 war er als Staatsanwalt am Landgericht Karlsruhe tätig. 1893 wechselte er als Ministerialrat ans Ministerium für Justiz, Kultus und Unterricht. Er war lange Jahre Vorsitzender der Prüfungskommission für die juristischen Examen. Er wurde Geheimer Regierungsrat, Geheimer Oberregierungsrat und 1901 Ministerialdirektor. 1907 wurde er Mitglied der Ersten Kammer der Badischen Ständeversammlung und 1911 Badischer Staatsrat. Von 1915 an Kultusminister im Kabinett Dusch und von 1917 bis 1918 im Kabinett Bodman der Landesregierung von Baden. 1918 musste er zwangsweise seinen Rücktritt einreichen. Von 1919 bis 1928 war er in der Zentralleitung des Landesverbandes für Jugendschutz und Gefangenenfürsorge tätig.

## Ehrungen
- Ehrendoktor (Dr. iur. h. c.) der Universität Heidelberg